# Účetnictví dračí brány
Účetnictví dračí brány (čínsky v českém přepisu lung-men čang, pchin-jinem lóngménzhàng, znaky zjednodušené 龙门账, tradiční 龍門賬) byl systém podvojného účetnictví vynalezený v Číně v pozdním mingském období (1570–1640). Vznikl nezávisle na vývoji v Evropě zdokonalením třídílného účetnictví, smíšeného systému používajícího jednoduché i podvojné zápisy. V polovině 18. století na základě účetnictví dračí brány vzniklo rozvinutější čtyřdílné účetnictví. V historii účetnictví v Číně bylo prvním čistě podvojným systémem účtování. 

## Vznik a popis
Účetnictví dračí brány se objevilo v hospodářství mingské Číny v pozdním mingském období (1570–1640) mezi tamními bankéři. Na přelomu mingské a čchingské éry (v polovině 17. století) se rozšířilo i do komerční a výrobní sféry. Vzniklo nezávisle na vývoji účetních metod v Evropě zdokonalením domácích čínských účetních metod. Jeho předchůdcem bylo třídílné účetnictví, které bylo směsí jednoduchého a podvojného účetnictví (v tomto systému byly podvojně účtovány pohledávky a převody, kdežto hotovostní platby byly zaznamenávány pouze jedním zápisem).
Používalo důsledné třídění účetních operací na příjmy, výdaje, pohledávky a závazky a podvojné zápisy pro všechny transakce. Od dosavadních čínských systémů (třídílné účetnictví, čtyřčlenná bilanční metoda jednoduchého účetnictví) převzalo základní strukturu účetních knih. Používalo několik deníků – samostatné deníky pro nákupy, prodeje, hotovostní transakce a převody. Kromě hlavní knihy (tche-čching pu) účetní využívali podřízené specializované knihy pro nákupy, prodeje, inventář/zásoby a ostatní položky.
Účty byly rozděleny do čtyř kategorií: 
1. přírůstky (進, ťin) zahrnující veškeré tržby a příjmy,
2. úbytky (缴, ťiao) zahrnující veškeré výdaje a újmy, jako nákupy zboží, mzdy a jiné provozní náklady, daně,
3. aktiva (存, cchun) zahrnující majetek osoby nebo společnosti a
4. pasiva (該, kaj) zahrnující kapitál a závazky kryjící aktiva v předešlé kategorii.[4]

Jednotlivé položky byly zapisovány do oddělených sekcí účetních knih podle svého charakteru,  přírůstky a aktiva do horní části stránek, úbytky a pasiva do spodní části. Zápisy byly vždy podvojné v horní (značen 收, šou, přírůstek) a dolní (značen 付, fu, výdaj) sekci příslušného deníku. Například nákup na úvěr byl zaúčtován zápisem v horní části deníku nákupů – „šou dlužen panu P. 5 liangů“ a paralelním v dolní části deníku – fu nákup za 5 liangů“. Podobně výdaj na provoz obchodu byl zapsán v horní části deníku různých položek – „šou platba v hotovosti 1 liang“ a druhým v dolní části – „fu provoz obchodu 1 liang“.
Zápisy v denících byly pravidelně sumarizovány a přenášeny do hlavních knih, ty byly na konci účetního období (obvykle měsíčního) uzavírány. Pro ocenění prodaného zboží byly v rámci účetní závěrky používány dvě metody. Podle prvé byla cena prodaného zboží stanovena oceněním zásob, jeho hodnota byla spočtena podle rovnice:
cena prodaného zboží = nákupy celkem + počáteční stav - konečný stav.
Druhým používaným způsobem (mnohem oblíbenějším) byla metoda nejvyšší ceny, podle které: 
cena prodaného zboží = nejvyšší nákupní cena × prodané kusy.
Zisk nebo ztráta byl určován jako rozdíl přírůstků (ťin) a úbytků (ťiao), respektive aktiv (cchun) a pasiv (kaj). Při uzavírání knih musela platit bilanční rovnice:
přírůstky (ťin) - úbytky (ťiao) = aktiva (cchun) - vlastní kapitál a závazky (kaj).

## Význam
Účetnictví dračí brány mělo značný význam pro pokrok účetnictví v Číně. Podvojnost zápisů přispěla k jasnějšímu porozumění ekonomické podstatě transakcí. Zpřesnilo se chápání role zisku a ztráty, v souvislosti s jeho výpočtem jak jako rozdílu příjmů a výdajů, tak aktiv a pasiv, což přispělo k pochopení vztahů mezi kapitálem, příjmy, aktivy, výdaji a závazky. V podvojném systému byla také snazší detekce chyb a omylů.